# Merkendorf
Merkendorf —conocida también antiguamente como Merkendorf bei Ansbach y como Mergadoff en francón oriental— es una ciudad y municipio del distrito de Ansbach, en la región administrativa de Franconia Media, dentro del estado federado de Baviera. Se formó a partir de un asentamiento eslavo y en 1398 se le otorgó la condición de ciudad. El origen del casco antiguo de Merkendorf se remonta a la Baja Edad Media. La colocación de la primera piedra de la iglesia de Nuestra Amada Señora (Unserer Lieben Frau) tuvo lugar en el año 1478. En el siglo XVII Merkendorf fue incendiada por los suecos en la Guerra de los Treinta Años. En 1978 Merkendorf y otras cinco localidades se unieron en la asociación municipal de Triesdorf, sin embargo el alcalde protestó en contra de la medida y Merkendorf consiguió la independencia de nuevo en 1980.
En el año 2012 Merkendorf tenía una población de 2707 habitantes. La ciudad ha sido designada como la puerta de entrada a la «Región de los Lagos Francones» (Fränkischen Seenland). Desde el siglo XVIII Merkendorf se ha caracterizado por el cultivo de la col o repollo, llegando a ser considerada como «la ciudad de la col» (Krautstadt). Merkendorf se abastece de energía eléctrica proveniente de fuentes de energía renovable.

## Escudo
El escudo de Merkendorf muestra una cruz de San Andrés de color rojo, con fondo en plata, sobre la cual se representa un ancla de color negro. El sello más antiguo de la ciudad de Merkendorf data del año 1473 y muestra una M mayúscula con forma redondeada, superpuesta sobre una cruz de San Andrés. Con el paso del tiempo a la M se le colocarían puntas de flecha en sus extremos, terminando probablemente por transformarse en el ancla de la actualidad.
Existen diversas teorías acerca de este escudo. Una era que la cruz de San Andrés en realidad se trataba de una cruz sueca. El ancla habría sido puesta en relación con el escudo del monasterio de Heilsbronn, dado que este tenía numerosas posesiones en Merkendorf. Sin embargo la teoría más aceptada es la ya mencionada, que afirma que el ancla en un principio representaba la inicial del nombre de la ciudad. La cruz de San Andrés habría sido tomada del escudo heráldico de los condes de Oettingen, una antigua familia con importancia en la localidad.

## Geografía y ubicación
Merkendorf está localizado en el sudeste del Distrito de Ansbach. Es el municipio más al sur de la región de Rangau. Se encuentra al este del río Altmühl y al norte de los Lagos Francones. La ciudad se encuentra inscrita dentro de la región de planificación número 8 del estado federado de Baviera, también conocida como Franconia Media Occidental, que incluye los distritos rurales de Weißenburg-Gunzenhausen, Neustadt an der Aisch-Bad Windsheim, Ansbach y la ciudad independiente de Ansbach
| Noroeste: Lichtenau y Weidenbach | Norte: Lichtenau          | Noreste: Wolframs-Eschenbach                               |
| Oeste: Weidenbach                |                           | Este: Wolframs-Eschenbach                                  |
| Suroeste: Ornbau                 | Sur: Ornbau y Muhr am See | Sureste: Muhr am See (Distrito de Weißenburg-Gunzenhausen) |

El municipio de Merkendorf, aparte de la propia localidad de Merkendorf, engloba otros doce núcleos de población (Stadtteile): Bammersdorf, Dürrnhof, Gerbersdorf, Großbreitenbronn, Heglau, Hirschlach, Kleinbreitenbronn, Neuses, Triesdorf Bahnhof, Waldeck, Weißbachmühle y Willendorf.

## Historia

### Prehistoria y Edad Antigua
Hallazgos que datan del Neolítico en Flur Wacholder demuestran que el área donde se halla actualmente la ciudad estuvo poblada desde los años 4500-1800 a. C.. Merkendorf surgió en los siglos IX-X como un asentamiento eslavo. En este período estos colonos eslavos probablemente le pusieron el nombre de Mbrk (Mirk). Con el tiempo esta palabra Mirk, junto con dorf («pueblo» en alemán), evolucionaría hacia el término de Mirkindorf.

### Edad Media
La primera referencia escrita de la localidad data del año 1249. En 1300, los señores de Muhr, los condes de Oettingen, el monasterio de Auhausen, los señores de Eschenbach y los burgraves de Nürnberg poseían tierras en Merkendorf. En el año 1398 Merkendorf recibió como recompensa del monasterio de Heilbronn, al cual Merkendorf perteneció hasta 1578, los derechos de ciudad, que fueron otorgados por el rey Wenzel. En 1478 se colocó la primera piedra de la iglesia de la ciudad, no sería hasta 1524 cuando tuviera lugar en ella el primer sermón protestante.

### Edad Moderna
En 1506 el emperador Maximiliano I  visitó la ciudad y se le dio la bienvenida en el ayuntamiento de la localidad. En el año 1535 se menciona por primera vez a un juez local y en 1546 a un secretario del ayuntamiento. En 1542 se construyó una cervecería en la ciudad y desde el año 1599 en adelante Merkendorf fue conocido por un importante gremio de tejedores de lino.
Durante la Guerra de los Treinta Años la ciudad tuvo que soportar el asedio de las tropas de Lauenburg y de Polonia. Desde 1632 a 1634 Merkendorf fue repetidamente castigada por el asedio de soldados mercenarios. En 1640 sólo había ocho familias en la ciudad, ya que el resto habían huido. El 12 de marzo de 1648 la ciudad estaba abarrotada de refugiados del campo, caballeros suecos y ganado. El alto el fuego de los suecos sólo dejó unas 25 casas en pie, de entre las más pequeñas. En los años posteriores la ciudad y la iglesia serían reconstruidas. La iglesia sería consagrada de nuevo en el año 1655. Durante la Guerra de los Siete Años (1756-1763) Merkendorf fue de nuevo asediada.

### Edad Contemporánea
Desde 1578 hasta 1792 Merkendorf había pertenecido a la región del Principado de Ansbach. Desde el año 1792 hasta 1806 el Marquesado de Ansbach estuvo unido al reino de Prusia. Con la formación de la Confederación del Rin y la disolución del Marquesado de Ansbach, Merkendorf pasó a formar parte del reino de Baviera en el año 1806. En 1839 Merkendorf recibió el título de comunidad o municipio rural. En el año 1873 se plantó el Roble de la Paz en recuerdo a los solados de Merkendorf caídos en la guerra franco-prusiana de los años 1870s y 1871. En 1874 se puso en marcha el departamento de bomberos voluntarios de Merkendorf y en 1875 la asociación de veteranos de guerra. En 1880 se instaló una comisaría de policía, en 1888 una caja de ahorros y finalmente, en 1891, una oficina de correos.
En 1902 se amplió el cementerio y fue construido el depósito de cadáveres. La conexión a la red eléctrica de Fränkischen Überlandwerke se llevó a cabo en 1910. En 1914 muchos nativos de Merkendorf participaron en la Primera Guerra Mundial. El entusiasmo por la guerra al igual que en el resto del Imperio alemán fue muy alto. Muchos soldados de Merkendorf cayeron en la guerra.
En 1933, con la subida al poder del partido nazi, todo el ayuntamiento de Merkendorf tuvo que dimitir a causa de la Segunda Ley Gleichschaltung del 7 de abril de 1933. Sólo hubo dos listas para las nuevas elecciones en el ayuntamiento, el resto de partidos no fueron autorizados. El Partido Nacionalsocialista Obrero Alemán (NSDAP) se llevó siete escaños y el Kampffront Schwarz-weiß-rot uno. Los alcaldes fueron Wilhelm Hellein y Johann Buchner. En ese mismo año numerosas calles y plazas de la ciudad cambiaron de nombre. Debido a que en la ciudad no vivían judíos, no hubo disturbios antisemitas. En 1939 fueron llamados al servicio militar 142 jóvenes de Merkendorf, de los cuales 42 murieron o desaparecieron durante la Segunda Guerra Mundial. El miércoles 18 de abril de 1945, al final de la Segunda Guerra Mundial, algunos edificios se incendiaron, entre ellos la iglesia de Merkendorf, que se quemó por completo.
Con las reformas municipales de Baviera del 1 de julio de 1972 la ciudad de Merkendorf, junto con otros antiguos municipios, pasó a formar parte del disuelto distrito de Gunzenhausen al nuevo distrito de Ansbach. El 1 de enero de 1971 se incorporaría al municipio la hasta entonces independiente localidad de Heglau. El 1 de julio de 1972 haría lo mismo la localidad de Gerbersdorf, a la cual seguirían las de Großbreitenbronn y Hirschlach el 1 de mayo de 1978. La ciudad de Merkendorf perdió su independencia administrativa con la fusión con otros cinco municipios en la Comunidad administrativa de Triesdorf. El entonces alcalde Heinrich Helmreich luchó sin embargo por recuperar el estatus perdido por Merkendorf ante distintos tribunales, para terminar logrando su objetivo en el año 1980. En el año 2003 se unieron en una Mancomunidad para potenciar el turismo en la zona de Altmühl-Mönchswald las siguientes instituciones: la ciudad de Merkendorf, el municipio de Mitteleschenbach, la ciudad de Ornbau, el mercado de Weidenbach y la ciudad de Wolframs-Eschenbach.

## Demografía
| Gráfica de evolución demográfica de Merkendorf entre 1840 y 2010                    |
|                                                                                     |
| Población del municipio de Merkendorf según el Instituto de Estadística de Baviera. |

La mayoría de los habitantes de Merkendorf, aproximadamente el 75%, son de confesión protestante-luterana, mientras que en torno al 20% son católicos y pertenecen a la parroquia de Wolframs-Eschenbach. Alrededor del 13% pertenecen a otras confesiones o se declaran ateos.